# August Rush
August Rush (en Hispanoamérica: August Rush: Escucha tu destino; en España: El triunfo de un sueño) es una película dramática estadounidense de 2007, dirigida por Kirsten Sheridan. El guion es de Nick Castle, James V. Hart y Paul Castro y está producida por Richard Barton Lewis. La película trata sobre la historia de un joven prodigio musical, abandonado por su abuelo al nacer, y sobre la búsqueda que emprende por encontrar a sus padres.
La película fue nominada a los premios Óscar en la categoría de mejor canción original.

## Reparto
- Freddie Highmore (Londres, 1992-) como Evan Taylor (August Rush), el protagonista.
- Keri Russell (1976-) como la chelista Lyla Novacek.
- Jonathan Rhys Meyers (Dublín, 1977-) como el cantante Louis Connelly.
- Alex O'Loughlin (Canberra, 1976-) como Marshall Connelly, el hermano de Louis.
- Robin Williams (1951-2014) como Maxwell Wizard Wallace, que explota a Evan.
- Terrence Howard (1969-) como el consejero Richard Jeffries.
- William Sadler (1950-) como Thomas Novacek, padre de Lyla y abuelo de Evan.
- Jamia Simone Nash (1996-) como Hope.
- Mykelti Williamson (1957-) como el reverendo James.
- Katherine Kaki King toca la guitarra en lugar de Evan en todas las escenas de guitarra donde aparece August.[1]
- Leon Thomas III (1993-) como Arthur.
- Bonnie McKee (1984-) como Lizzy.

## Curiosidades
Keri Russell y Jonathan Rhys Meyers habían actuado juntos previamente en la película Misión imposible 3 el año anterior (2006), aunque en esa película sus personajes no viven un romance.
Freddie Highmore tenía 15 años cuando interpretó al personaje de Evan, de 11 años.